# Béla Révész
Béla Révész (Budapest, 6 febbraio 1887 – Tarcea, 21 luglio 1939) è stato un calciatore e allenatore di calcio ungherese, di ruolo difensore.

## Carriera

### Calciatore
Dopo aver debuttato nella massima serie ungherese nella stagione 1903 con la casacca del Magyar Úszó Egylet, tra il 1904 e il 1917 giocò nel MTK di Budapest; vanta otto presenze con la Nazionale ungherese.

### Allenatore
Esordì in Italia nel 1923, chiamato ad allenare l'Alessandria; ebbe il merito di valorizzare gli emergenti Giovanni Ferrari ed Elvio Banchero nella fortunata stagione 1923-1924.
Tra il luglio 1924 e il giugno 1926 allenò l'Holstein Kiel. Nello stesso periodo giocò per il Kiel anche l'internazionale ungherese Gábor Obitz. In questi due anni, il Kiel vinse due volte la Coppa della Germania del Nord e divenne campione della Germania del Nord nel 1926. Nel 1926, l'Holstein Kiel arrivò anche alle semifinali del campionato tedesco, dove perse 3-1 contro la squadra dell'allenatore inglese William Townley, i futuri campioni dello SpVgg Fürth, a Düsseldorf. La Kieler Zeitung commentò che “i meriti di Bela Revesz e Obitz saranno registrati nella storia del calcio di Kiel in lettere d'onore”. Altri criticarono lo stile di gioco duro della squadra di Révész.
Dal settembre 1926 alla fine dell'anno si trova a Norimberga con il club ASN.
Ritornato in Ungheria, allenò l'MTK, con cui vinse il campionato 1928-1929
Nel 1931 fu reingaggiato dall'Alessandria, in Serie A. Allenò poi la Triestina e collaborò poi con la FIGC a Roma. Lasciato l'incarico per motivi di salute, allenò poi in patria il III. Kerületi FC..

## Caso di omonimia
Negli stessi anni operava in Italia il quasi omonimo Geza Révész, che allenò il Livorno in A e varie formazioni nelle serie inferiori.

## Palmarès

### Giocatore

#### Competizioni nazionali
- Campionato ungherese: 2

MTK Budapest: 1907-1908, 1913-1914
- Coppa d'Ungheria: 4

MTK Budapest: 1909-1910, 1910-1911, 1911-1912, 1913-1914

### Allenatore

#### Competizioni nazionali
- Campionato ungherese: 1

MTK Budapest: 1928-1929